# Limenitis californica
Limenitis californica är en fjärilsart som beskrevs av Butler 1865. Limenitis californica ingår i släktet Limenitis och familjen praktfjärilar. Inga underarter finns listade i Catalogue of Life.